# Пирамида у Чолули
Велика пирамида у Чолули или Тлачиуалтепетл (наватл: Tlachihualtepetl, вештачка планина) је огромни археолошки споменик код града Чолула у централном Мексику. То је највећи споменик на свету и највећа средњоамеричка пирамида по запремини. 
Ова пирамида са храмом је настала у периоду од 2. века п. н. е. до раног 16. века. Била је посвећена богу Квецалкоатлу. Основа јој је 450 пута 450 метара, а висина 66 метра. Њена запремина износи 4,45 милиона m³, што је готово за трећину више од Кеопсове пирамиде у Египту. Астеци су веровали да је један од богова саградио ову пирамиду. 
Данас пирамида у Чолули одаје утисак природног узвишења. На његовом врху се налази Богородичина црква. Цркву су подигли Шпанци 1594. на месту где се налазио индијански храм. Због важности ове цркве, која је постала ходочасничко место, пирамида је само мањим делом ископана и рестаурирана. У самој пирамиди археолози су ископали око 8 километара тунела. 